# ブレインズパーク徳島
ブレインズパーク徳島（英語: Brains Park Tokushima）は、徳島県徳島市川内町にある産業団地。

## 概要
徳島市川内町にある特定産業団地で、地内にはジャストシステムや徳島健康科学総合センターなどの企業が立地している。
地内には1992年（平成4年）に通商産業省における産業再配置促進環境整備費の補助事業施設として設置された「ブレインズパーク徳島公園」があり、隣接地には徳島総合流通センターや徳島県国保会館がある。

## 施設

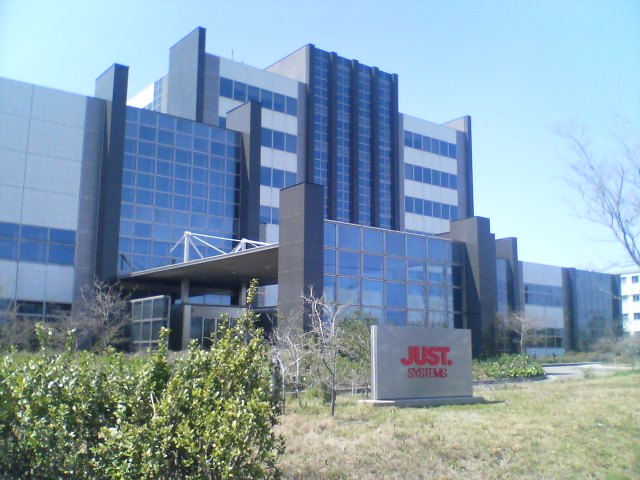
ジャストシステム

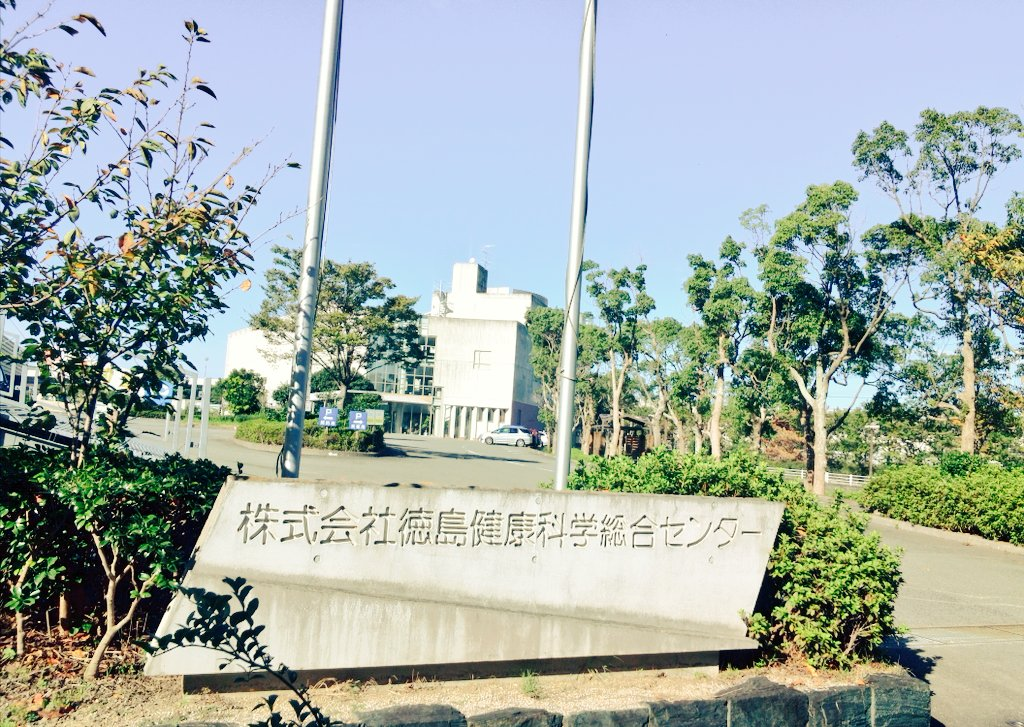
徳島健康科学総合センター

- ジャストシステム
- 徳島健康科学総合センター
- 港産業

ほか

## 交通
- 徳島バス「ブレインズパーク前」降車。